# ناکس چندلر
ناکس چندلر (به انگلیسی: Knox Chandler) (زادهٔ ۲۰ ژوئیه ۱۹۵۸) نوازندهٔ آمریکایی است. او عمدتاً گیتاریست است، اما ویولنسل، گیتار بیس و سایر سازها را نیز می‌نوازد. او به عنوان نوازندهٔ استودیویی نیز فعالیت داشته است.

## آموزش
چندلر در مدرسه هاموناسِت در مدیسون، کانتیکت تحصیل کرد و از کالج بارد در آناندیل-آن-هادسون، نیویورک فارغ‌التحصیل شد. او گواهینامهٔ تحصیلات تکمیلی را از دانشگاه ساسکس انگلستان از مؤسسهٔ موسیقی مدرن بریتانیایی-ایرلندی (BIMM) دریافت کرد.